# ライスバーガー

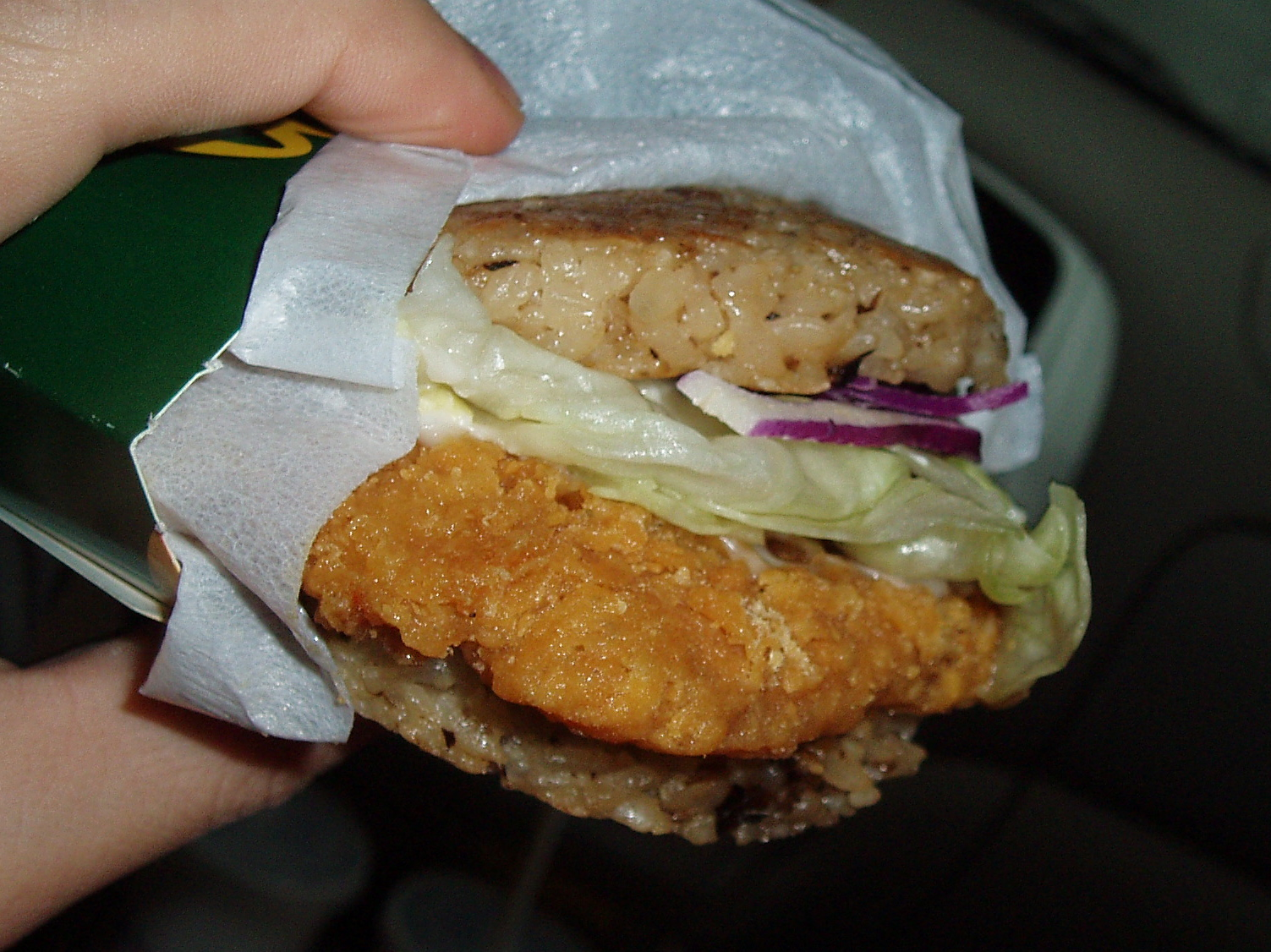
台湾のチキンライスバーガー

ライスバーガー（英語：Rice Burger）は、ハンバーガーのバンズ代わりに圧縮した米飯を使用した食品である。

## 概要
日本のファストフードチェーン店・モスバーガーが農林水産省からコメ余り問題の解決を相談されたことがきっかけで開発し、寿司ロボットや焼きおにぎりなどの技術をヒントに完成させ、1987年12月に発売して以来、東アジアで人気の食品となっている。かつて存在した森永LOVEではレギュラーメニューに「鮭ライスバーガー」が存在していた。2005年ごろより、マクドナルドでも様々な理由からアジアの店舗でライスバーガーを提供し始め、2020年2月5日に日本でも『ごはんバーガー』という名称で夜間帯限定メニューとして不定期で販売開始。フレッシュネスバーガーは、2008年に期間限定メニューとして『スパムライスバーガー』を販売していた。
ファストフード店以外での提供例としては、かつてam/pmなどのコンビニエンスストアがライスバーガーを販売していた。現在はローソンやセブンイレブンでも不定期で取り扱いがある。
また、2012年には東洋水産が冷凍のライスバーガーを発売した。
韓国ではパッバーガー（パッは韓国語で米飯を意味する）の名で呼ばれ、キムチやツナをサンドした韓国スタイルのライスバーガーが販売されている。